# He 57 (航空機)
ハインケル HE 57
- 設計者：エルンスト・ハインケル
- 製造者：ハインケル
- 生産数：1機
- 運用開始：1930年

ハインケル HE 57（Heinkel HE 57）は、1930年代初めにドイツで製作された水陸両用の単発飛行艇である。

## 設計
HE 57の艇体はダブルステップ式のアルミニウム製で、主翼は木製桁とアルミ製リブに羽布張りであった。降着装置は手動ポンプで作動する油圧で引き上げられた。

## 要目

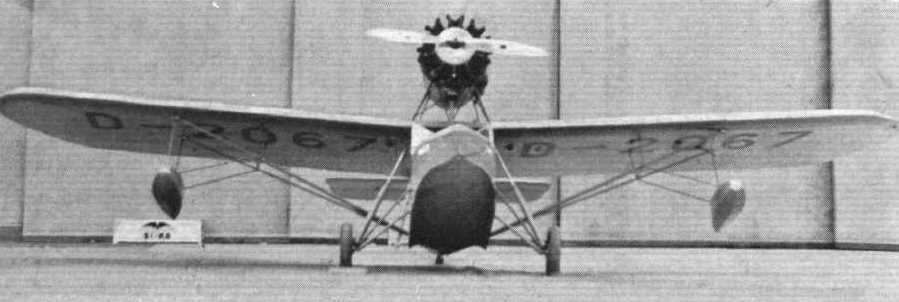
1931年のストックホルム国際航空ショーでのハインケル HE 57

（HE 57）Data from Flight
- 搭乗員数：6名
- 全長：
- 全幅：16.00 m (52 ft 6 in)
- 全高：
- 翼面積：39.2 m2 (422 sq ft)
- 翼面荷重：62.3 kg/m² (12.75 lb/sq ft)
- 運用重量：2,440 kg (5,380 lb)
- エンジン：1 × プラット・アンド・ホイットニー R-1340 星型エンジン、340 kW (450 hp)
- 最大速度：195 km/h (105 kn, 121 mph)
- 航続距離：900 km (559 mi)